# Cartoon Network (Japón)
Cartoon Network es un canal de televisión que se transmite a través de la plataforma de cable SKY PerfecTV! y en banda ancha. Cartoon Network Japón transmite programas de Cartoon Network y anime, así como los programas adquiridos del occidente.

## Bloques de programación actuales
Cartoonito
Sección con programación para preescolares que se transmite de lunes a viernes de 08:00 a 10:00 a.m. y sábados y domingos de 6:00 a 9:00 a.m.. El bloque en una versión nipona de su contraparte de los Estados Unidos estrenada en Septiembre de 2021 y lanzada en Japón en Marzo de 2022, el bloque de dibujos animados presenta Peppa Pig, Pingun el Pingüino, Thomas y sus amigos, Los pequeños Tom y Jerry, etc. 
Cartoon Network Nite
Un bloque dedicado a la animación japonesa (animé). El bloque se transmite de Domingo a Viernes de 22:00 a 6:00, y los Sabados de 20:00 a 6:00. Se transmiten dibujos japoneses para el publico Juvenil/Adulto como Jigoku Shōjo, Assassination Classroom, Fullmetal Alchemist, One Punch-Man, etc. Además de 2 series originales del canal como Regular Show y Steven Universe.
POPCORN
Zona que transmite películas occidentales y japonesas. El predecesor es " Teatro Cartoon", cuyo nombre se cambió el 4 de abril de 2009. Transmite todos los sábados y domingos por la mañana a las 10:00 a.m. y por la noche a las 7:00 p.m. Desde noviembre de 2015 fue cambiado a todos los miércoles a las 10:00 p.m., pero desde enero de 2016, las horas semanales se han ido, llamándose ahora "Popcorn Special" A partir de 2017, el uso como nombre como bloque ha desaparecido. En raras transmisiones ocasionales (por ejemplo, en la noche de lunes a viernes a partir de las 7:00 p.m.), se emite algo parecido a "Popcorn Special" titulado "5 noches consecutivas, etc." con varias películas de Tom y Jerry y más.

## Bloques de programación anteriores
Toonami 
Es diferente del bloque Toonami de Estados Unidos (MF, 5p-4p), ya que el robot TOM occidental presenta series americanas animadas (no anime) de acción, como Teen Titans y The Batman. 
Gururi! La Vuelta al Mundo 
Un escaparate de diversas series extranjeras de dibujos animados de muestra (M-Sa, 11-12a).
Boomerang
Era similar al Boomerang de los Estados Unidos, transmite programación animada las 24 horas. El bloque era desde las 23:00 a 01:00 todos los días. Se transmiten dibujos animados clásicos occidentales como Los Supersónicos y dibujos japoneses antiguos (animé), como Jungle Taitei y Tritón del mar . Dejo de existir el 29 de diciembre de 2015
Caricatura de medianoche
Caricatura de medianoche fue un bloque de la noche (Su-M, la medianoche), que presenta diversas películas. fue retirada del aire tras el anuncio de la llegada del bloque de animes Cartoon Network Nite.
 Teatro Cartoon
Vitrinas y estrenos de películas, similar a la de Cartoon Network de EE.UU. "Flicks" (Do-F, 11 bis-12: 30p)
Pipora Pepora
Sección con programación para preescolares que se transmitía de lunes a viernes de 07:00 a 09:00 y sábados y domingos de 14:00 a 16:00. Conducido por los hombres pan de jengibre, el bloque de dibujos animados presenta Peppa Pig, Noukie de Imágenes y Papillon Et Mamillon.

## Logotipo
Utiliza los mismos logos que la versión estadounidense.

### Logo en japonés
Al terminar los créditos en inglés aparecen unos en japonés y al terminar estos aparece el logo de cartoon network en japonés, obviamente utilizando la palabra "カートゥーン ネットワーク" (Kāto~ūn nettowāku) en vez de Cartoon Network.

## Programas transmitidos en Cartoon Network Japón
- Adventure Time
- Steven Universe
- Go! Anpanman
- Class of 3000
- Ganso Tensai Bakabon
- Ben 10
- Hi Hi Puffy Ami Yumi
- Foster
- Ed, Edd y Eddy
- Spot the Dog
- The Powerpuff Girls
- The Grim Adventures of Billy & Mandy
- Tom y Jerry
- Coraje, el perro cobarde
- Looney Tunes
- Los Autos Locos
- Johnny Bravo
- Jankenman
- Mach GoGoGo
- Mofy
- Popeye
- Gatchaman
- Judo Boy
- Oggy y las cucarachas
- Il était une fois... la Vie
- Érase una vez... el espacio
- Érase una vez... el hombre
- Charlie Brown
- El Fantasma del espacio
- Los Supersónicos
- Fix y Foxi
- Robotboy
- Puss n' Toots
- Peppa Pig
- Slam Dunk
- Regular Show
- The Amazing World of Gumball
- Arthur

Lista completa de shows